# Acanthocyclops nanus
Acanthocyclops nanus is een eenoogkreeftjessoort uit de familie van de Cyclopidae. De wetenschappelijke naam van de soort werd in 1863 voor het eerst geldig gepubliceerd  door Georg Ossian Sars.